# 村松武司
村松 武司（むらまつ たけし、1924年〈大正13年〉7月 - 1993年〈平成5年〉8月28日）は、日本の詩人、ハンセン病問題運動家。朝鮮・京城府（後の大韓民国ソウル特別市）出身。詩人としての生業に加え、日韓問題、ハンセン病の問題に取り組んだ人物。

## 人物歴
第二次世界大戦中の1944年（昭和19年）に召集を受けて、京城府の師団に入営。終戦後の1945年（昭和20年）10月、一家で山口県下関市へ引き上げた。翌1946年（昭和21年）に上京、詩人としての活動を始めた。明治以後にハンセン病詩人たちと真摯に付き合った最初の詩人である大江満雄や、秋山清、鶴見俊輔といった詩人・文人たちとも交流した。
1964年（昭和39年）11月、ハンセン病療養所である国立療養所栗生楽泉園（群馬県草津町）の詩人団体・栗生詩話会において、井手則雄の後任の選者として詩人たちの指導を行ない、同会の合同詩集『くまざさの実』『骨片文学』などの編集解説も務めた。1976年5月にはハンセン病文学の書籍出版のため、梨花書房を設立。1979年（昭和54年）には『遥かなる故郷 ライと朝鮮の文学』を刊行した。1982年（昭和57年）、ハンセン病援護団体である藤楓協会の30周年にあたって感謝状を受けた。
ソウル出身者として日朝問題・日韓問題にも取り組み、1962年（昭和37年）には雑誌『朝鮮研究』に「朝鮮植民者」を連載したほか、1972年（昭和47年）には評論集『朝鮮植民者 ある明治人の生涯』を執筆した。1983年（昭和58年）には栗生楽泉園の韓国人である香山末子の詩集『草津アリラン』の解説を執筆した。これらの取り組みは詩人の森田進によって高く評価されている。
晩年には栗生楽泉園のハンセン病回復者の詩人・桜井哲夫の3冊目の詩集を企画し、病床で「必ず私が発行する」と語っていたが、その志を果たせず、1993年（平成5年）に死去した。没年齢69歳。栗生詩話会の選者は、前述の森田進が引き継いだ。

## 著作
- 『怖ろしいニンフたち』同成社、1957年2月。 NCID BA90957611。
- 『詩・朝鮮海峡』小山書店、1960年5月。 NCID BA64310001。
- 『朝鮮海峡 コロンの碑』同成社、1965年12月。 NCID BA61107012。
- 『朝鮮植民者 ある明治人の生涯』三省堂〈Sanseido books〉、1972年3月。 NCID BN02872525。
- 『祖国を持つもの持たぬもの』同成社、1977年5月。 NCID BN07526587。
- 『遥かなる故郷 ライと朝鮮の文学』皓星社、1979年3月。 NCID BN01874059。
- 『詩集・一九六〇年出発』晧星社、1988年1月。 NCID BB06620574。
- 『増補 遥かなる故郷 ライと朝鮮の文学』（斎藤真理子編）皓星社、2019年1月。NCID BB27627935。